# Брашов (футбольний клуб)
«Брашов» (рум. Fotbal Club Brașov) — румунський професійний футбольний клуб з однойменного міста. Заснований 1936 року, і з того час зіграв 41 сезон у вищому дивізіоні національного чемпіонату.

## Хронологія назв
| Назва                                               | Період              |
| --------------------------------------------------- | ------------------- |
| Узінале Астра (Брашов)                              | 1936–1948           |
| Стягул Роса (Брашул)                                | 1948–1950           |
| Металул / Узіна / Стягул Роса (Брашул)              | 1950–1956           |
| Енергія (Брашов)                                    | 1956–1958           |
| Стягул Роса (Брашул)                                | 1958–1980           |
| Футбольний клуб «Мункітореск» (Брашов) (ФКМ Брашов) | 1980–1990           |
| Футбольний клуб «Брашов» (ФК «Брашов»)              | 1990–теперішній час |

Місто Брашов було також відоме як Орасул Сталін (Українською: Місто Сталіна) в період між 1950 та 1960 роками.

## Історія

### Зародження сучасного футболу в Брашові
Перші згадки про футбол в місті датуються періодом з 1912 по 1914 роки. У 1927 році команда, яка не є попередницею сучасного «Брашова», під назвою «Колтя» (Брашов) виграла головний футбольний титул. У другому розіграші Дивізіону C (1937—1938), «Брашовія» поступилася своїм місцем клубу «Астра» (Брашов), яка була заснована раніше, в 1936 році, яка того ж року біля підніжжя гори Тама була перейменована в ФК «Брашов». Гравців з цього футбольного клубу, які виступали в 1937 році, можна вважати першими футболістами нинішнього ФК «Брашова». Прізвища деяких з цих гравців згадувалися в тогочасній пресі Нафтанайля (немає ніякого відношення до гравця Лулу Нафтанайля, який виступав у клубі дещо пізніше), Аурел Строе, Піту, Кікомбан (представник відомої родини мультимільйонерів), Данчю, Петру, Кіріца, Думітреску, А.Іфтіміє, Данайла, Драган.

### Покоління Сільвіу Плоештяну
Друга світова війна паралізувала проведення футбольних змагань в країні, хоча й існувало декілька футбольних змагань, таких як «Кубок Бессарабії» або «Кубок Героїв». Відразу ж після підписання перемир'я, в Румунії починають з'являтися нові футбольні команди, в основному при промислових підприємствах, навчальних закладах або військових частинах.
В цей період команда з Брашова під назвою УАБ виступає в Дивізіоні C - Серії XII. Ця подія стала відправною точкою в розвитку Брашова, головний тренер команди Сільвіу Плоештяну, з твердою рукою та професіональним підходом, привів команду до другого місця в першому дивізіоні національного чемпіонату та до першої в історії клубу перемоги в клубному Кубку Балкан. Тому гравців цієї команди можна вважати другим поколінням футболістів Брашова, саме їм в 1950 році вдалося вийти до Дивізіону B.
Саме це покоління, з якого Сільвіу Плоештяну вдалося зліпити боєздатний колектив, стало переможцями Кубку Балкан та згодом стало ключовими гравцями в складі різних румунських клубів. У 1960 році команда посідає друге місце та виходить до першого дивізіону. Серед гравців тієї команди варто відзначити Нікулає Прока, Георге Фусулян, Георге Кіріпої, Тічя Константинеску, Георге Перкя, Октавіан Захарія та Георге Райчю; дещо пізніше в клубі виступали Стефан Гідішан (який продовжив свою кар'єру в клубі вже як тренер, шукаючи нових талантів), Нікулає Кампу, Іоан Шигеті, Александру Мешароши, Васіле Шередай, Дорін Гане, Валер Тарнавяну та Некула Дорін.

### Покоління мексиканського тріо

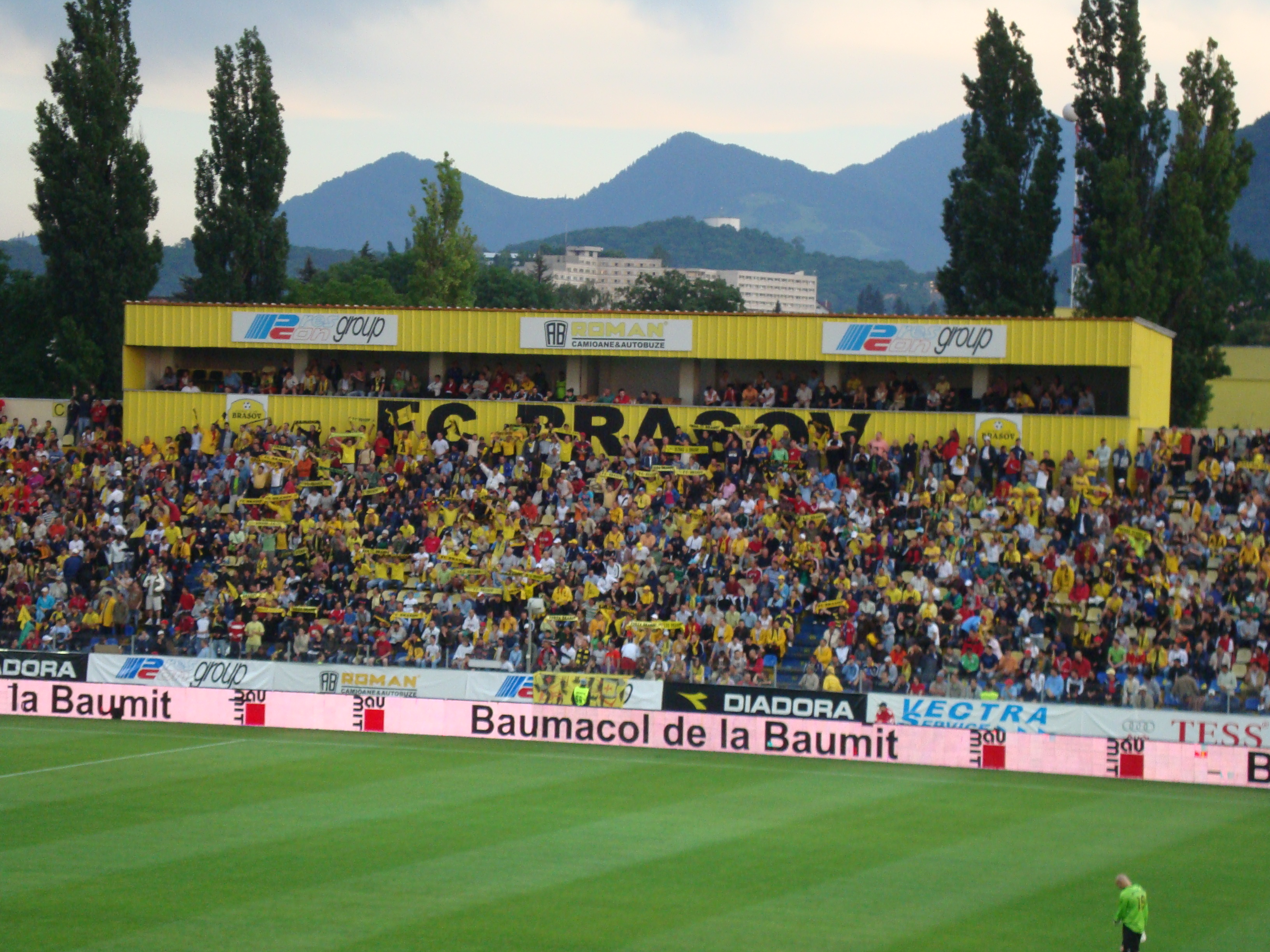
Фани ФК «Брашова».

Частиною наступного покоління футболістів клубу стало тріо Ніколае Пескару—Стере Адамаке—Міхай Іванческу, це тріо виступало в складі збірної Румунії на Чемпіонаті світу 1970 року в Мексиці. Для провінційної команди це стало видатним досягненням, оскільки на той час команда виступала в Дивізіоні Б, дещо пізніше команду понизили в класі (починаючи з 1968 року), але це не було пов'язано з майстерністю гравців команди. 
Смерть Лулу Нафтанайла 28 серпня 1967 року стала справжнім шоком для клубу, від якого всі члени клубу так і не оговталися. Втрата Брашовом свого найталановитішого гравця не пройшла безслідно, але ще більше мешканців міста шокувала безглуздість Федерації, яка не дозволила відкласти проведення матчу на 48 годин після похорону гравця. Перебуваючи під постійним психологічним тиском, команда зрештою здалася й не зміг швидко відновитися. Команда зрештою вилетіла й команду залишив Сільвіу Плоештяну. Лише після 8-го туру в наступному розіграші дивізіону B Валентин Станческу став головним тренером клубу. Шок від звільнення з клубу, якому він віддав 21 рік свого життя, позначився на стані здоров'я фахівця й він помер уже 13 квітня 1969 року.
Серед інших гравців цього покоління були Чаба Гьофрі, Лулю Йеней, Калін Гане, Марсел Горан, Пете Кадар, Каесар Арделяну, Адріан Гарлаб та Віргіль Греся — покоління гравців, які віддали найбільше років своєї кар'єри цьому клубі.

### Покоління 80-их років
Після п'яти років у другому дивізіоні покоління 1980-их років повернуло команду до першого дивізіону. Це було покоління Васіле Папук, Васіле Герге, Маріян Парасківеску, Валер Шуля, Костел Спіря, Васіле Бентя, Герасим Кіоряну, Адріан Фурніка, Константін Манкю, Ніколае Букур, Ніколае Адамі, Міхай Панаше та Петре Марінеску.
Інші гравці, такі як: Маріус Лакатуш, Йон Батакліу, Ністор Вайдян, Йон Мандока та Дімітру Стангакіу, спочатку своєю невиразною грою спричинили виліт команди до дивізіону B, але потім допомогли їй повернутися назад. Вони не мали такої слави, як гравці які були вказані вище, але вірою та правдою захищали кольори ФК «Брашова» протягом тривалого часу. покоління 1980-их продовжувало захищати кольори «Брашова» й допомогло підготувати нових талановитих гравців уже з покоління 90-их років: Марін Барбу, Александру Чаба Андраши, Маріян Маргариц, Євген Молдован, Петре Лук'ян, Андрей Санта та Стефан Балан.

### Стрибок в часі та Чемпіонат світу 1994 року
Після подій грудня 1989 року варто звернути увагу на покоління гравців, яке Маріян Іван послав на Чемпіонат світу з футболу 1994 року. Це було покоління, яке складалося з Тібора Селімеша, Йонеля Парву, Лошло Полгара, Емілі Спірі, Санду Андраши, Юліана Кіріци, Дорела Пурді та Маріуса Тодерікіу, це було покоління гравців, яких вболівальники клубу вважають одним з найсильніших серед інших гравців. Ці гравці стали першими за останні 24 роки, після мексиканського тріо, представниками клубу, які брали участь в фінальній частині чемпіонатів світу з футболу.

### Нове покоління

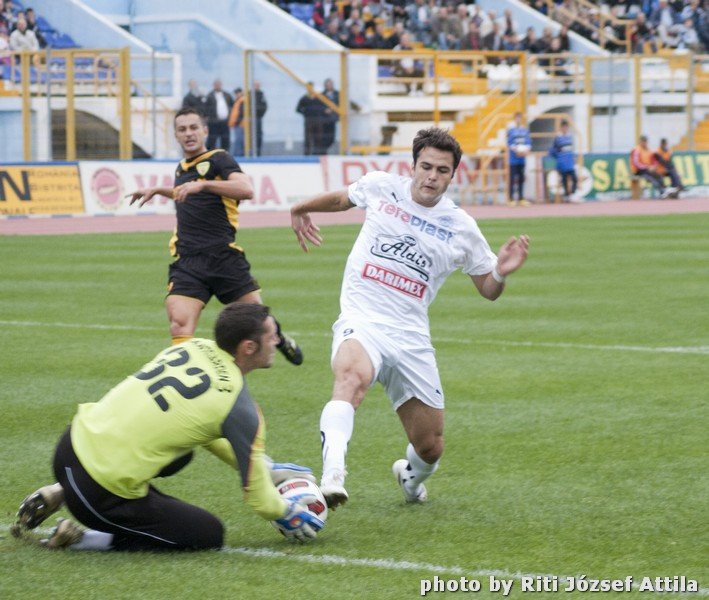
«Глорія» (Бистриця)-ФК «Брашов», 2010 рік.

Деякі з гравців, які потрапляли до команди, народилися в різних куточках країни, але після переїзду до підніжжя Тампи, швидко звикали до цих місць, й залишалися вірними цьому клубу протягом багатьох років, разом з місцевими футболістами, які народилися та виховувалися в цьому місті. Протягом тих років юнацька команда «сигнальників» випускала одного молодого таланта за іншим. Найкращі з них підсилили основну команду, інші ж відправлялися на правах оренди до інших клубів, переважно з нижчих дивізіонів чемпіонату. Траян Александреску Марк, Маріус Константін, Ромео Сурду, Іоан Коман, Сільвіу Пінтя, Йонуц Васіліу та Драгош Лука були тими гравцями, які сформували команду «Муніципалів» або «ІКІМ», саме це покоління вперше після тривалої перерви принесло ФК «Брашову» чемпіонство або віце-чемпіонство. Разом з ними значну роль в здобутих результатах відіграли й інші гравці: Аурел Гіндару, Васіле Гіндару, Мугурел Буга, Ласло Балінт, Емеріх Васко, Космін Бодя, Даніель Ісайла, Октавіан Кокан, Марсел Сандор, Міхай Стере, Роберт Дані та Флоін Станга. 

### Сезон 2009/10 років
Сезон 2009/10 років команда розпочала дуже вдало, посівши перше місце після перших семи зіграних матчів. У кубку Румунії ФК «Брашов» вийшов до 1/2 фіналу, вибивши по черзі «Отопень», «Унірю» та «Глорією» (Бистриця). Завдяки цьому досягненню команда повторила свій найкращий результат у національному кубку в сезонах 1951, 1957/58, 1961/62, 1969/70, 1978/79 та 1986/87 років.У 1/2 фіналу команда зустрілася з «Васлуєм». До цього обидві команди жодного разу не виходили до фіналу національного кубку. ФК «Брашов» програв той матч.

## Досягнення

### Національні
- Ліга I
  -  Срібний призер (1): 1959/60

- Ліга II
  -  Чемпіон (6): 1956, 1968/69, 1979/80, 1983/84, 1998/99, 2007/08
  -  Срібний призер (2): 1976/77, 1978/79

### Міжнародні
- Балканський кубок
  -  Володар (1): 1960/61

## Склад команди
Станом на 22 грудня 2016 року
| №  | Поз. | Нац.    | Гравець                               |
| -- | ---- | ------- | ------------------------------------- |
| 1  | ВР   | Румунія | Влад Ігнад                            |
| 2  | ЗХ   | Румунія | Андрей Поверловичі (капітан)          |
| 3  | ЗХ   | Румунія | Іоан Сербан                           |
| 5  | ЗХ   | Румунія | Даніель Чьобану                       |
| 6  | ПЗ   | Румунія | Паул Якоб (в оренді з Віїторулу)      |
| 7  | ПЗ   | Румунія | Юліан Попа                            |
| 8  | ПЗ   | Румунія | Петре Гоге                            |
| 9  | ПЗ   | Румунія | Лауренціу Маноле (в оренді з Динамо)  |
| 10 | ПЗ   | Румунія | Васіле Петра (в оренді з Тиргу-Муреш) |
| 11 | ПЗ   | Румунія | Влад Мунтяну-Нягоє                    |
| 13 | ПЗ   | Румунія | Флорин Рашдан (в оренді з Конкордії)  |
| 14 | ЗХ   | Румунія | Каталін Стан                          |

| №  | Поз. | Нац.    | Гравець                                  |
| -- | ---- | ------- | ---------------------------------------- |
| 15 | ЗХ   | Румунія | Александру Вагнер (в оренді з Конкордії) |
| 16 | ЗХ   | Румунія | Клаудіу Сафтеску (в оренді з Динамо)     |
| 17 | ПЗ   | Румунія | Горія Попа                               |
| 18 | ЗХ   | Румунія | Роберт Баян                              |
| 19 | ЗХ   | Румунія | Міхай Лека                               |
| 20 | ПЗ   | Румунія | Стефан Григоре                           |
| 21 | НП   | Румунія | Сабрін Збурля                            |
| 25 | НП   | Молдова | Сергіу Істраті                           |
| 28 | ПЗ   | Румунія | Роберт Радукан                           |
| 93 | ВР   | Румунія | Флорин Якоб (в оренді з Конкордії)       |
| 96 | ВР   | Румунія | Богдан Каука                             |
| —  | ПЗ   | Румунія | Стефан Рачишан                           |

## Адміністрація клубу
| Посада                      | Ім'я              |
| --------------------------- | ----------------- |
| Власник                     | Йоан Некулає      |
| Юридичний адміністратор     | Маріян Брескан    |
| Почесний президент          | Ромео Паску       |
| Прапорець                   | Габріель Флореску |
| Генеральний директор        | Васіле Дочиця     |
| Генеральний менеджер        | Paul Enache       |
| Менеджер молодіжного центру | Васіле Соломон    |

| Посада                       | Ім'я             |
| ---------------------------- | ---------------- |
| Головний тренер              | Корнел Тальнар   |
| Асистент головного тренера   | Міхай Стере      |
| Тренер воротарів             | Андрей Санта     |
| Тренер з фізичної підготовки | Ніколае Доскалу  |
| Тренер з фізичної підготовки | Лусіан Ніколае   |
| Лікар                        | Георге Вишинеску |

## Виступи в єврокубках
| Сезон   | Змагання          | Раунд                 | Клуб                | Вдома | На виїзді |
| ------- | ----------------- | --------------------- | ------------------- | ----- | --------- |
| 1960/61 | Балканський кубок | Груповий етап1        | АЕК (Афіни)         | 3–0   | 4–2       |
| 1960/61 | Балканський кубок | Груповий етап1        | Партизані           | 1–0   | 0–0       |
| 1960/61 | Балканський кубок | Груповий етап1        | Фенербахче          | 3–0   | 1–1       |
| 1960/61 | Балканський кубок | Груповий етап1        | Левскі (Софія)      | 2–2   | 4–2       |
| 1961/63 | Балканський кубок | Груповий етап         | Олімпіакос          | 6–2   | 0–1       |
| 1961/63 | Балканський кубок | Груповий етап         | Сараєво             | 3–1   | 0–2       |
| 1963/64 | Кубок ярмарків    | Перший раунд          | Локомотив (Пловдив) | 1–3   | 1–2       |
| 1965/66 | Кубок ярмарків    | Другий раунд          | Загреб              | 1–0   | 2–2       |
| 1965/66 | Кубок ярмарків    | Третій раунд          | Еспаньйол           | 04–22 | 1–3       |
| 1971    | Балканський кубок | Груповий етап         | Алтай               | 3–0   | 0–0       |
| 1971    | Балканський кубок | Груповий етап         | Паніоніос           | 1–1   | 0–2       |
| 1972    | Балканський кубок | Груповий етап         | Тракія (Пловдив)    | 2–3   | 1–1       |
| 1972    | Балканський кубок | Груповий етап         | Гезтепе             | 0–1   | 1–5       |
| 1974/75 | Кубок УЄФА        | Перший раунд          | Бешікташ            | 3–0   | 0–2       |
| 1974/75 | Кубок УЄФА        | Другий раунд          | Гамбург             | 1–2   | 0–8       |
| 2001–02 | Кубок УЄФА        | Кваліфікаційний раунд | Міка (Аштарак)      | 5–1   | 2–0       |
| 2001–02 | Кубок УЄФА        | Перший раунд          | Інтер (Мілан)       | 0–3   | 0–3       |

1Змагання проходило в груповій стадії з 5-а командами-учасницями. ФК «Брашов» фінішував першим та став володарем Кубку.

2В третьому матчі відбулося перегравання матчу в Брашові, в якому Еспаньйол здобув перемогу з рахунком 1:0.

## Відомі гравці

### Румунія
| Ім'я                   | Нац.    | Поз | Народ.     | Період                        | Ігри      | Голи    |
| ---------------------- | ------- | --- | ---------- | ----------------------------- | --------- | ------- |
| Октавіан Абрудан       | Румунія | ЗХ  | 16.03.1984 | 2008–2010                     | 52        | 6       |
| Стере Адамаку          | Румунія | ВР  | 17.08.1941 | 1963–1977                     | 248       | 0       |
| Богдан Андоне          | Румунія | ПЗ  | 07.01.1975 | 1994                          | 7         | 0       |
| Александру Андраши     | Румунія | НП  | 13.05.1965 | 1986–1991 2000–2002           |           |         |
| Флорін Ангел           | Румунія | НП  | 31.08.1977 | 2006–2007                     | 24        | 4       |
| Теодор Ангеліні        | Румунія | ЗХ  | 09.03.1954 | 1971–1974                     | 70        | 2       |
| Дорін Аркану           | Румунія | ВР  | 29.03.1970 | 2000–2003                     | 41        | 0       |
| Валеріу Арістан        | Румунія | ЗХ  | 13.04.1982 | 2006–2007                     | 6         | 0       |
| Лорін Аваданей         | Румунія | ЗХ  | 22.02.1956 | 1986–1988                     | 66        | 13      |
| Йонуц Бадя             | Румунія | ПЗ  | 14.10.1975 | 2001–2002                     | 7         | 0       |
| Валентин Бадя          | Румунія | НП  | 23.10.1982 | 2010                          | 10        | 1       |
| Міхай Байку            | Румунія | НП  | 21.09.1975 | 2003–2004                     | 17        | 6       |
| Ласло Балінт           | Румунія | ЗХ  | 29.03.1979 | 2001–2005                     | 65        | 1       |
| Раду Барбу             | Румунія | ЗХ  | 29.08.1989 | 2012–2016                     | 0         | 0       |
| Валентін Бадой         | Румунія | ПЗ  | 16.12.1975 | 2010                          | 11        | 0       |
| Даніель Балаша         | Румунія | ЗХ  | 06.08.1981 | 2002; 2010                    | 12        | 0       |
| Крістіан Балградян     | Румунія | ВР  | 21.03.1988 | 2007–2008                     | 3         | 0       |
| Александру Балцої      | Румунія | НП  | 21.06.1982 | 2008                          | 2         | 0       |
| Маріус Бенкіу          | Румунія | ПЗ  | 12.08.1979 |                               |           |         |
| Александру Бенга       | Румунія | ПЗ  | 15.06.1989 | 2006–2007                     | 11        | 0       |
| Космін Бодя            | Румунія | ЗХ  | 12.06.1973 | 1995–1996 1999–2007           | 22 149    | 1 10    |
| Сергіу Бруян           | Румунія | ПЗ  | 14.03.1976 | 1993–1994 2004–2005           | 2 32      | 0 1     |
| Мігурел Буга           | Румунія | НП  | 16.12.1977 | 1996–2005 2008–2009 2011–2016 | 199 12 59 | 47 1 14 |
| Корнел Бута            | Румунія | ЗХ  | 01.11.1977 | 1996-1999 2001                | 88 26     | 6 0     |
| Маріус Керегі          | Румунія | ПЗ  | 04.10.1967 | 1996–1997                     | 26        | 2       |
| Александру Кіпчу       | Румунія | ПЗ  | 18.05.1989 | 2006–2011                     | 74        | 13      |
| Йонуц Кірчу            | Румунія | ПЗ  | 01.11.1983 | 2005                          | 1         | 0       |
| Юліан Кіріці           | Румунія | ПЗ  | 02.02.1967 | 1990–1992 1996                | 44 6      | 4 1     |
| Сорін Кіган            | Румунія | НП  | 29.05.1964 | 1987–1990                     | 57        | 15      |
| Іонель Кілян           | Румунія | ПЗ  | 13.07.1984 | 2005                          | 3         | 0       |
| Богдан Кістян          | Румунія | ЗХ  | 29.12.1986 | 2007                          | 8         | 0       |
| Рауль Кюпе             | Румунія | ЗХ  | 24.11.1983 | 2012                          | 14        | 0       |
| Октавіан Кокан         | Румунія | ЗХ  | 17.01.1970 | 1999–2005                     |           |         |
| Міхай Кольнік          | Румунія | НП  | 17.01.1970 | 2004–2005                     | 6         | 0       |
| Дануц Коман            | Румунія | ВР  | 28.03.1979 | 2008–2010                     | 33        | 0       |
| Йон Коман              | Румунія | НП  | 13.07.1981 | 2001–2005                     | 10        | 1       |
| Маріус Константін      | Румунія | ЗХ  | 25.10.1984 | 2002–2004                     | 32        | 1       |
| Ніколае Константін     | Румунія | ЗХ  | 03.12.1973 | 2007–2010                     | 54        | 2       |
| Маріан Константінеску  | Румунія | ПЗ  | 08.08.1981 | 1999–2000 2007–2008           | 1 13      | 0       |
| Флорін Константіновичі | Румунія | ЗХ  | 12.02.1968 | 2000                          | 13        | 1       |
| Емануель Кретулеску    | Румунія | ЗХ  | 17.06.1992 | 2010–теперішній час           | 2         | 0       |
| Тудорел Крістя         | Румунія | ЗХ  | 22.04.1964 | 1984–1985                     | 23        | 3       |
| Маріан Крістеску       | Румунія | ПЗ  | 17.03.1985 | 2005–2011                     | 154       | 15      |
| Горія Крішан           | Румунія | ЗХ  | 27.06.1991 | 2011                          | 0         | 0       |
| Левенте Чик            | Румунія | ПЗ  | 29.04.1974 | 1994–1995 1996–1997           |           |         |
| Роберт Дані            | Румунія | ПЗ  | 03.05.1974 | 2001–2005                     |           |         |
| Давид Жолтан           | Румунія | НП  | 05.08.1932 | 1956–1962 1964–1965           |           |         |
| Каталін Деду           | Румунія | НП  | 16.05.1987 | 2005–2012                     | 103       | 16      |
| Даріус Драган          | Румунія | ЗХ  | 12.02.1992 | 2010–теперішній час           | 0         | 0       |
| Космін Драгулін        | Румунія | ПЗ  | 04.03.1974 | 2005                          | 13        | 2       |
| Йон Думітру            | Румунія | ЗХ  | 10.11.1983 | 2006–2011                     | 33        | 1       |
| Лауренціу Думітру      | Румунія | ЗХ  | 24.05.1983 | 2010–2011                     | 1         | 0       |
| Рареш Енкяну           | Румунія | ПЗ  | 05.08.1994 | 2012–2014                     | 0         | 0       |
| Йонуц Флюеріка         | Румунія | ЗХ  | 26.12.1985 | 2007                          | 2         | 0       |
| Йонел Фулгра           | Румунія | ПЗ  | 17.02.1971 | 1996                          | 19        | 1       |
| Йонел Ганя             | Румунія | НП  | 10.08.1973 | 1994–1996                     | 50        | 4       |
| Габор Герстенмаєр      | Румунія | ПЗ  | 13.09.1967 | 1990–1991                     |           |         |
| Сорін Гею              | Румунія | НП  | 12.06.1977 | 2007–2008                     | 7         | 0       |
| Віорел Георге          | Румунія | НП  | 27.07.1981 | 2006–2007                     | 23        | 10      |
| Аурел Гіндару          | Румунія | ЗХ  | 04.12.1971 | 2000–2002                     |           |         |
| Васіле Гіндару         | Румунія | ПЗ  | 09.05.1978 | 1996–2002 2004                | 73 13     | 3 4     |
| Тіберіу Гіоане         | Румунія | ПЗ  | 18.06.1981 | 1999–2000                     | 1         | 0       |
| Мирослав Гіукікі       | Румунія | НП  | 07.02.1980 | 2004                          | 9         | 1       |
| Ніколае Грігоре        | Румунія | ПЗ  | 19.07.1983 | 2004 2009–2010                | 11 29     | 0 2     |
| Космін Гоя             | Румунія | ЗХ  | 16.02.1982 | 2006                          | 5         | 0       |
| Чаба Гьорффі           | Румунія | НП  | 09.07.1943 |                               |           |         |
| Атілла Ганднагі        | Румунія | НП  | 08.09.1980 | 2007–2012                     | 137       | 37      |
| Еманоїл Гашоті         | Румунія | НП  | 14.09.1932 | 1955–1966                     | 204       | 34      |
| Крістіан Гайсан        | Румунія | ВР  | 03.03.1981 | 2011                          | 4         | 0       |
| Флорін Гідісан         | Румунія | ПЗ  | 24.06.1982 | 2006                          | 10        | 1       |
| Лаві Гріб              | Румунія | НП  | 23.02.1973 | 1995–1997 2005                | 49 1      | 10 0    |
| Лусіан Ігня            | Румунія | ПЗ  | 02.11.1979 | 2006                          | 6         | 0       |
| Сабін Іліє             | Румунія | НП  | 11.05.1975 | 1994–1995                     | 19        | 5       |
| Роберт Ільєс           | Румунія | MF  | 04.02.1974 | 2007–2011                     | 138       | 39      |
| Крістіан Іонеску       | Румунія | ЗХ  | 01.03.1978 | 2007–теперішній час           | 142       | 5       |
| Васіле Іордаке         | Румунія | ВР  | 09.10.1950 | 1984–1986                     | 12        | 1       |
| Ніколае Йорга          | Румунія | НП  | 30.05.1972 | 2000 2001–2003                | 8 50      | 3 10    |
| Даніель Ісайла         | Румунія | ЗХ  | 29.06.1972 | 1997–2000 2001–2006           | 89 103    | 3 5     |
| Маріан Іван            | Румунія | НП  | 01.06.1969 | 1991–1994 1996–1997 1998–2001 | 91 15 78  | 37 2 35 |
| Міхай Іванеску         | Румунія | ЗХ  | 22.03.1942 | 1961–1962 1964–1973           | 12 227    | 2 11    |
| Габріель Кайша         | Румунія | ВР  | 07.07.1974 | 1996–2000 2007–2011           | 42 16     | 0 1     |
| Маріус Лекетуш         | Румунія | НП  | 05.04.1964 | 1981–1983                     | 45        | 5       |
| Разван Луческу         | Румунія | ВР  | 17.02.1969 | 1999–2000                     | 13        | 0       |
| Крістіан Магікі        | Румунія | ЗХ  | 05.05.1985 | 2005–2007                     | 41        | 3       |
| Маріан Маноле          | Румунія | НП  | 02.07.1977 | 2004–2006                     | 15        | 0       |
| Александру Марк        | Румунія | ВР  | 16.01.1983 | 2002–2005 2010–2015           | 15 14     | 0       |
| Александру Мар'янчук   | Румунія | ПЗ  | 01.05.1986 | 2005–2006                     | 4         | 1       |
| Александру Матею       | Румунія | ПЗ  | 10.12.1989 | 2007–2014                     | 70        | 6       |
| Маріус Малдарачану     | Румунія | ПЗ  | 19.04.1975 | 2008–2010                     | 52        | 4       |
| Маріан Мауца           | Румунія | ПЗ  | 01.02.1976 | 1998–2001                     |           |         |
| Овідіу Мендізов        | Румунія | ЗХ  | 09.08.1986 | 2005                          | 1         | 1       |
| Касіан Мклаус          | Румунія | ЗХ  | 14.08.1977 | 2003–2005                     | 54        | 0       |
| Ніколае Міхай          | Румунія | НП  | 1926       |                               |           |         |
| Міхай Мінка            | Румунія | ВР  | 08.10.1984 | 2009–2010                     | 29        | 0       |
| Андрей Мітрофан        | Румунія | ПЗ  | 31.03.1982 | 2005                          | 3         | 0       |
| Дімітру Міту           | Румунія | НП  | 13.02.1975 | 1995                          | 11        | 0       |
| Євген Молдован         | Румунія | ЗХ  | 05.11.1961 | 1984–1992                     |           |         |
| Флавіус Молдован       | Румунія | ЗХ  | 27.07.1976 | 1999–2002 2005–2006           | 42 11     | 3 1     |
| Костел Мозаку          | Румунія | ПЗ  | 30.09.1976 | 2003–2004                     | 13        | 0       |
| Каталін Мунтяну        | Румунія | ПЗ  | 26.01.1979 | 2008–2010                     | 67        | 4       |
| Крістіан Мунтяну       | Румунія | ЗХ  | 17.10.1980 | 2011–2013                     | 59        | 3       |
| Дорел Мутіка           | Румунія | ЗХ  | 14.03.1973 | 1997                          | 14        | 0       |
| Євген Нае              | Румунія | ВР  | 23.11.1974 | 2007–2009                     | 29        | 0       |
| Юліу Нафтанайла        | Румунія | ПЗ  | 25.08.1942 | 1961–1967                     | 150       | 37      |
| Роланд Нагі            | Румунія | ПЗ  | 12.06.1971 | 1992–1994                     | 65        | 8       |
| Космін Настасіє        | Румунія | НП  | 22.06.1983 | 2010–2011                     | 13        | 0       |
| Богдан Ніколае         | Румунія | ЗХ  | 26.04.1976 | 2002–2005 2007–2010           | 74 58     | 11 4    |
| Васіле Оларіу          | Румунія | ПЗ  | 06.07.1987 | 2012–2013                     | 3         | 0       |
| Марін Олтяну           | Румунія | ПЗ  | 17.04.1950 |                               |           |         |
| Маріус Онофрас         | Румунія | НП  | 17.08.1980 | 2000–2004                     | 85        | 6       |
| Маріус Онофрей         | Румунія | ПЗ  | 02.02.1984 | 2006                          | 5         | 0       |
| Крістіан Орош          | Румунія | ЗХ  | 15.10.1984 | 2006–2011                     | 84        | 3       |
| Тітус Озон             | Румунія | НП  | 13.05.1927 | 1951                          | 17        | 8       |
| Костел Паня            | Румунія | ПЗ  | 15.07.1967 | 2000                          |           |         |
| Йонуц Пашка            | Румунія | ЗХ  | 14.09.1981 | 2005–2006                     | 17        | 0       |
| Корнел Павловичі       | Румунія | НП  | 02.04.1943 | 1972                          | 4         | 0       |
| Дан Палтінішану        | Румунія | ЗХ  | 23.03.1951 | 1970–1972                     | 1         | 0       |
| Флорин Пирву           | Румунія | ПЗ  | 02.04.1975 | 2004                          | 14        | 0       |
| Йонел Пирву            | Румунія | ПЗ  | 23.06.1970 | 1988–1992 2005–2006           | 110 2     | 20 0    |
| Богдан Переш           | Румунія | НП  | 04.07.1983 | 2005–2006                     | 7         | 0       |
| Овідіу Петелян         | Румунія | ЗХ  | 02.07.1978 |                               |           |         |
| Тінел Петре            | Румунія | ЗХ  | 14.03.1974 | 1999–2001                     | 16        | 2       |
| Даніель Петроєш        | Румунія | ЗХ  | 13.08.1975 | 2005                          | 5         | 0       |
| Сільвіу Пінтя          | Румунія | ПЗ  | 09.04.1985 | 2004–2005                     | 14        | 0       |
| Александру Піцурке     | Румунія | НП  | 28.10.1983 | 2009–2010                     | 5         | 0       |
| Горія Попа             | Румунія | ПЗ  | 17.09.1993 | 2012–теперішній час           | 0         | 0       |
| Юліан Попа             | Румунія | НП  | 13.11.1975 | 2005                          | 5         | 0       |
| Маріан Попа            | Румунія | НП  | 03.03.1967 | 1995–1996                     | 17        | 5       |
| Влад Потеку            | Румунія | ЗХ  | 06.06.1993 | 2010–теперішній час           | 0         | 0       |
| Андрей Поверловичі     | Румунія | ЗХ  | 17.10.1985 | 2003–2008                     | 25        | 0       |
| Чіпріан Продан         | Румунія | НП  | 28.04.1979 | 2005–2006                     | 27        | 14      |
| Флорін Пруня           | Румунія | ВР  | 08.08.1968 | 2003–2004                     | 14        | 0       |
| Дорел Пурдя            | Румунія | ЗХ  | 17.07.1963 | 1990–1997                     |           |         |
| Чіпріан Радуцою        | Румунія | ПЗ  | 19.02.1987 | 2005                          | 17        | 0       |
| Міхай Роман            | Румунія | ПЗ  | 16.10.1984 | 2007–2010                     | 88        | 10      |
| Адріан Русу            | Румунія | ЗХ  | 28.07.1984 | 2010–2011                     | 26        | 2       |
| Маріан Саву            | Румунія | НП  | 11.10.1972 | 1994                          | 12        | 2       |
| Клаудіу Сармашан       | Румунія | ПЗ  | 06.10.1977 | 2001–2005                     |           |         |
| Гораціу Сатмар         | Румунія | ПЗ  | 21.04.1981 | 2004–2005                     | 15        | 0       |
| Сабрін Збурля          | Румунія | НП  | 12.05.1989 | 2006–2010                     | 113       | 27      |
| Тібор Селімеш          | Румунія | ЗХ  | 14.05.1970 | 1987–1990                     | 64        | 3       |
| Ніколае Селімеши       | Румунія | НП  | 11.03.1940 |                               |           |         |
| Адріан Сенін           | Румунія | ПЗ  | 27.08.1979 | 2007–2009                     | 48        | 7       |
| Мірел Соаре            | Румунія | ЗХ  | 27.07.1986 | 2007–2008                     | 0         | 0       |
| Крістіан Сопоран       | Румунія | НП  | 13.11.1975 | 2005                          | 0         | 0       |
| Мірча Стан             | Румунія | ЗХ  | 03.08.1977 | 2002–2003                     | 37        | 4       |
| Стелян Станку          | Румунія | ЗХ  | 22.09.1981 | 2010                          | 8         | 0       |
| Дімітру Стангачу       | Румунія | ВР  | 09.08.1964 | 1982–1984                     | 5         | 0       |
| Флорин Станга          | Румунія | ПЗ  | 22.06.1978 | 1997–1998 2002–2004 2011–2012 | 3 26 14   | 1 2 0   |
| Богдан Стеля           | Румунія | ВР  | 05.12.1967 | 2008–2009                     | 23        | 0       |
| Міхай Стере            | Румунія | ПЗ  | 30.12.1975 | 2000–2004                     | 106       | 20      |
| Алін Стойка            | Румунія | ПЗ  | 10.12.1979 | 2009                          | 0         | 0       |
| Богдан Штрауц          | Румунія | ЗХ  | 28.04.1986 | 2012–2015                     | 2         | 0       |
| Ромеу Сурду            | Румунія | ПЗ  | 12.01.1984 | 2001–2005 2008–2009           | 66 21     | 18 8    |
| Васіле Шередай         | Румунія | НП  | 22.12.1933 |                               |           |         |
| Марсель Шандор         | Румунія | ПЗ  | 10.02.1976 | 2001–2008                     |           |         |
| Маріян Сандру          | Румунія | ЗХ  | 01.08.1981 | 2005–2006                     | 7         | 0       |
| Костиця Стефанеску     | Румунія | ЗХ  | 26.03.1951 | 1986–1989                     |           |         |
| Габріель Тамаш         | Румунія | ЗХ  | 09.11.1983 | 1998–1999                     | 1         | 0       |
| Васіле Татарчук        | Румунія | ЗХ  | 01.03.1980 | 2005–2007                     | 61        | 5       |
| Алін Тене              | Румунія | ПЗ  | 13.06.1989 | 2010–2011                     | 0         | 0       |
| Александру Тереш       | Румунія | ПЗ  | 25.09.1960 | 1987–1988                     | 43        | 12      |
| Крістіан Турку         | Румунія | НП  | 25.12.1976 | 2006                          | 15        | 4       |
| Корнел Талнар          | Румунія | ПЗ  | 09.06.1957 | 1985–1986                     | 18        | 0       |
| Крістіан Ваш           | Румунія | ПЗ  | 08.01.1969 | 1994-1996 1998–2003           |           |         |
| Емеріх Вашко           | Румунія | НП  | 20.03.1972 |                               |           |         |
| Йонуц Васіліу          | Румунія | НП  | 20.06.1984 | 2005–2007                     | 33        | 4       |
| Ністор Вайдян          | Румунія | НП  | 01.10.1961 | 1982–1985                     |           |         |
| Йонуц Войку            | Румунія | ЗХ  | 02.08.1984 | 2006–2011                     | 94        | 2       |
| Адріан Войкулец        | Румунія | НП  | 10.06.1985 | 2011–2012                     | 4         | 0       |
| Дорел Захарія          | Румунія | НП  | 21.02.1978 | 2008–2010                     | 46        | 8       |
| Дан Здранка            | Румунія | ВР  | 08.07.1981 | 2006                          | 16        | 0       |
| Андрей Санта           | Румунія | ВР  | 06.03.?    | 1985-1996                     | 97        | 0       |

### Європа
| Ім'я                    | Нац.                 | Поз | Народ.     | Період     | Ігри  | Голи |
| ----------------------- | -------------------- | --- | ---------- | ---------- | ----- | ---- |
| Паулу Адріану           | Португалія           | ПЗ  | 03.03.1977 | 2007–2009  | 60    | 2    |
| Аднан Аганович          | Хорватія             | ПЗ  | 03.10.1987 | 2013–2015  | 9     | 1    |
| Ілір Бознікі            | Албанія              | ВР  | 22.05.1965 | 1991–1995  |       |      |
| Агім Цанай              | Албанія              | ЗХ  | 14.07.1962 | 1991–1994  |       |      |
| Франк Фіафе Данкуах     | Нідерланди           | НП  | 14.10.1989 | 2013       | 8     | 1    |
| Давід Діаш              | Португалія           | ПЗ  | 12.04.1983 | 2012 2013– | 16 26 | 2 0  |
| Нуну Діогу              | Португалія           | ЗХ  | 13.06.1981 | 2009–2010  | 24    | 2    |
| Руї Дуарте              | Португалія           | ЗХ  | 11.10.1980 | 2008–2010  | 47    | 0    |
| Маріу Фельгейраш        | Португалія           | ВР  | 12.12.1986 | 2011–2012  | 34    | 0    |
| Діогу Фонсека           | Португалія           | НП  | 11.12.1984 | 2013–2014  | 10    | 1    |
| Елдер Годінью           | Португалія           | ВР  | 08.09.1977 | 2011–2012  | 0     | 0    |
| Айхан Гючлю             | Франція              | НП  | 28.10.1990 | 2013       | 2     | 0    |
| Баже Ілійовський        | Північна Македонія   | FW  | 09.07.1984 | 2012       | 12    | 6    |
| Карамян Арман           | Вірменія             | НП  | 14.11.1979 | 2005–2006  | 20    | 11   |
| Ахмед Караїлдиз         | Туреччина            | НП  | 24.02.1977 | 2005       | 5     | 0    |
| Борис Кека              | Боснія і Герцеговина | ЗХ  | 05.04.1978 | 2003–2005  | 14    | 0    |
| Сержіу Лейте            | Португалія           | ВР  | 16.08.1979 | 2007       | 15    | 0    |
| Рікарду Машаду          | Португалія           | ЗХ  | 13.09.1988 | 2011–2014  | 61    | 6    |
| Бруну Мадейра           | Португалія           | ПЗ  | 17.09.1984 | 2011–2014  | 53    | 2    |
| Петер Маєрник           | Словаччина           | ЗХ  | 31.12.1978 | 2010–2012  | 42    | 3    |
| Дарко Марич             | Сербія               | НП  | 02.09.1975 | 2005       | 3     | 0    |
| Деян Мартинович         | Хорватія             | ПЗ  | 19.07.1983 | 2010–2011  | 20    | 0    |
| Алтін Масаті            | Албанія              | ЗХ  |            | 1993–1995  |       |      |
| Нассер Менассель        | Франція              | ПЗ  | 06.01.1983 | 2012       | 6     | 0    |
| Арбен Мінга             | Албанія              | ЗХ  | 16.03.1959 | 1993–1995  | 17    | 1    |
| Педру Моутінью          | Португалія           | НП  | 09.09.1979 | 2011–2012  | 30    | 7    |
| Деян Пешич              | Сербія               | ПЗ  | 16.12.1976 | 2005       | 5     | 0    |
| Діогу Сантуш            | Португалія           | ПЗ  | 13.11.1984 | 2013–2015  | 5     | 0    |
| Марсіу Сантуш           | Португалія           | ВР  | 05.05.1979 | 2004–2005  | 0     | 0    |
| Душан Савич             | Північна Македонія   | ПЗ  | 01.10.1985 | 2010       | 10    | 2    |
| Сержинью                | Португалія           | ЗХ  | 12.10.1985 | 2013–2014  | 10    | 0    |
| {Діугу Лезігу да Сильва | Португалія           | ЗХ  | 26.04.1983 | 2012       | 2     | 0    |
| Угу Соужа               | Португалія           | ЗХ  | 04.06.1992 | 2011       | 2     | 0    |
| Душан Шимич             | Сербія               | ПЗ  | 22.07.1980 | 2007       | 12    | 1    |
| Педру Таборда           | Португалія           | ВР  | 22.06.1978 | 2012       | 16    | 0    |
| Філіпі Тейшейра         | Португалія           | ПЗ  | 02.10.1980 | 2011       | 13    | 1    |
| Хав'єр Велайос          | Іспанія              | ЗХ  | 06.04.1987 | 2011–2013  | 52    | 0    |
| Душан Видоєвич          | Сербія               | ПЗ  | 06.04.1979 | 2006       | 9     | 1    |
| Нуну Вівейруш           | Португалія           | MF  | 22.06.1983 | 2010–2013  | 78    | 3    |

### Південна Америка
| Ім'я                        | Нац.      | Поз | Народ.     | Період    | Ігри | Голи |
| --------------------------- | --------- | --- | ---------- | --------- | ---- | ---- |
| Мауру Алоншу                | Бразилія  | ПЗ  | 12.08.1988 | 2012      | 2    | 0    |
| Анхель Гастон Даіс          | Аргентина | ПЗ  | 26.03.1981 | 2007      | 13   | 2    |
| Давід Дістефано             | Аргентина | ПЗ  | 10.07.1987 | 2011–2012 | 35   | 4    |
| Хонатан Домінгес            | Аргентина | НП  | 19.10.1987 | 2011      | 2    | 0    |
| Езекіаш                     | Бразилія  | ЗХ  | 28.01.1981 | 2008–2010 | 57   | 2    |
| Фабіо                       | Бразилія  | ПЗ  | 26.02.1982 | 2008      | 17   | 1    |
| Дієгу Гаушу                 | Бразилія  | ЗХ  | 15.11.1981 | 2011      | 9    | 0    |
| Хосіаш Паулу Кардошу Жуніур | Бразилія  | НП  | 07.11.1981 | 2011      | 9    | 3    |
| Ренату Кану                 | Бразилія  | НП  | 27.10.1985 | 2011      | 9    | 0    |
| Хуліо Ландуарі              | Перу      | ПЗ  | 17.04.1986 | 2010      | 6    | 0    |
| Себастіан Паес              | Чилі      | ПЗ  | 13.08.1986 | 2011      | 6    | 0    |
| Ітамар душ Сантуш           | Бразилія  | ПЗ  | 01.04.1978 | 2002–2003 | 7    | 0    |
| Хуан Толоза                 | Чилі      | ПЗ  | 04.05.1985 | 2011      | 25   | 0    |
| Вілліамс да Сильва Мендоса  | Бразилія  | ПЗ  | 05.08.1983 | 2010–2011 | 24   | 0    |

### Африка
| Ім'я                           | Нац.        | Поз | Народ.     | Період    | Ігри | Голи |
| ------------------------------ | ----------- | --- | ---------- | --------- | ---- | ---- |
| Ламіне Діаррассуба             | Кот-д'Івуар | НП  | 01.01.1986 | 2010      | 6    | 0    |
| Ібрагім Доссі                  | Гана        | ВР  | 24.11.1972 | 2000–2005 | 90   | 0    |
| Мустафа Джарра                 | Гана        | ЗХ  |            | 2002–2003 | 5    | 0    |
| Сейду Маріко                   | Кот-д'Івуар | ЗХ  | 26.04.1977 | 2003–2004 | 0    | 0    |
| Адріану Барбоса Міранда да Луж | Кабо-Верде  | ПЗ  | 24.08.1979 | 2009–2010 | 9    | 0    |
| Мохаммед Одої                  | Гана        |     |            | 2001–2002 |      |      |
| Чігозе Удожи                   | Нігерія     | ПЗ  | 16.07.1986 | 2012      | 6    | 0    |

## Відомі тренери
Сыльвыу Плоештяну став рекордсменом ФК «Брашова». Плоештяну у вищих дивізіонах румунського чемпіонату виступав протягом 20 років поспіль в одному клубі, Стяуа Росу Брашов (колишня назва ФК «Брашова»). Сьогодні клубний стадіон названий на честь Плоештяну. Станом на 2013 році він входить до числа шести фахівців, які найдовше пропрацювали в одному клубі:
1. Гі Рю, 44 роки в Осері (1961–2005)
2. Алекс Фергюсон, 27 років у Манчестер Юнайтед (1986–2013)
3. Метт Басбі, 24 роки в Манчестер Юнайтед (1945–1969)
4. Сільвіу Плоештяну, 20 років у Стяуа Росу Брашов  (1948–1968)
5. Валерій Лобановський, 16 років у Динамо (Київ) (1974–1990)
6. Біл Шенклі, 15 років у Ліверпулі (1959–1974) та Юджин Герардс, 15 років у ОФІ (Крит) (1985–2000)
Список гравців ФК «Брашова», на основі статистичних даних минулих років:
| Сезон   | Ліга      | Тренер             | Період                          | Раунд                  | Місце        |
| ------- | --------- | ------------------ | ------------------------------- | ---------------------- | ------------ |
| 1948/49 | Дивіщія C | Сільвіу Плоештяну  |                                 |                        |              |
| 1950    | Дивіщія C | Сільвіу Плоештяну  |                                 |                        |              |
| 1951    | Дивізія B | Сільвіу Плоештяну  | 4-те                            |                        |              |
| 1952    | Дивізія B | Сільвіу Плоештяну  | 6-те                            |                        |              |
| 1953    | Дивізія B | Сільвіу Плоештяну  | 6-те                            |                        |              |
| 1954    | Дивізія B | Сільвіу Плоештяну  | 4-те                            |                        |              |
| 1955    | Дивізія B | Сільвіу Плоештяну  | 9-те                            |                        |              |
| 1956    | Дивізія B | Сільвіу Плоештяну  | 1-ше (В)                        |                        |              |
| 1957/58 | Дивізія A | Сільвіу Плоештяну  | 7-ме                            |                        |              |
| 1958/59 | Дивізія A | Сільвіу Плоештяну  | 7-ме                            |                        |              |
| 1959/60 | Дивізія A | Сільвіу Плоештяну  | 2-ге                            |                        |              |
| 1960/61 | Дивізія A | Сільвіу Плоештяну  | 5-те                            |                        |              |
| 1961/62 | Дивізія A | Сільвіу Плоештяну  | 4-те                            |                        |              |
| 1962/63 | Дивізія A | Сільвіу Плоештяну  | 6-те                            |                        |              |
| 1963/64 | Дивізія A | Сільвіу Плоештяну  | 6-те                            |                        |              |
| 1964/65 | Дивізія A | Сільвіу Плоештяну  | 4-те                            |                        |              |
| 1965/66 | Дивізія A | Сільвіу Плоештяну  | 5-те                            |                        |              |
| 1966/67 | Дивізія A | Сільвіу Плоештяну  | 7-ме                            |                        |              |
| 1967/68 | Дивізія A | Сільвіу Плоештяну  | 14-те (В)                       |                        |              |
| 1968/69 | Дивізія B | Нколае Прока       |                                 | Всі раунди             | 1-ше (П)     |
| 1969/70 | Дивізія A | Валентин Станческу |                                 | Всі раунди             | 8-ме         |
| 1970/71 | Дивізія A | Валентин Станческу | 5-те                            | Всі раунди             |              |
| 1971/72 | Дивізія A | Нколае Прока       |                                 | Всі раунди             | 5-те         |
| 1972/73 | Дивізія A | Нколае Прока       | 7-ме                            | Всі раунди             |              |
| 1973/74 | Дивізія A | Нколае Прока       | 3-тє (Кв.1)                     | Всі раунди             |              |
| 1974/75 | Дивізія A | Нколае Прока       | 1—22 раунди                     | 16-те (В)              |              |
| 1974/75 | Дивізія A | Александру Мешарос |                                 | 16-те (В)              | 23—24 раунди |
| 1975/76 | Дивізія B |                    |                                 |                        | 3-тє         |
| 1976/77 | Дивізія B |                    |                                 |                        | 2-ге         |
| 1977/78 | Дивізія B |                    |                                 |                        | 5-те         |
| 1978/79 | Дивізія B |                    |                                 |                        | 2-ге         |
| 1979/80 | Дивізія B |                    |                                 |                        | 1-ше (П)     |
| 1980/81 | Дивізія A |                    |                                 |                        | 8-ме         |
| 1981/82 | Дивізія A | Ніколае Пескару    |                                 | Всі раунди             | 13-те        |
| 1982/83 | Дивізія A | Ніколае Пескару    | 1—7 раунди                      | 16-те (В)              |              |
| 1982/83 | Дивізія A | Стефан Койдум      |                                 | 16-те (В)              | 8—34 раунди  |
| 1983/84 | Дивізія B | Стефан Койдум      | Всі раунди                      | 1-ше (П)               |              |
| 1984/85 | Дивізія A | Стефан Койдум      | 1—18 раунди                     | 12-те                  |              |
| 1984/85 | Дивізія A | Марсель Горан      |                                 | 12-те                  | 23—34 раунди |
| 1985/86 | Дивізія A | Марсель Горан      | 1—18 раунди                     | 11-те                  |              |
| 1985/86 | Дивізія A | Костиця Стефанеску |                                 | 11-те                  | 19—34 раунди |
| 1986/87 | Дивізія A | Костиця Стефанеску | Всі раунди                      | 13-те                  |              |
| 1987/88 | Дивізія A | Костиця Стефанеску | Всі раунди                      | 8-ме                   |              |
| 1988/89 | Дивізія A | Костиця Стефанеску | Всі раунди                      | 10-те                  |              |
| 1989/90 | Дивізія A | Костиця Стефанеску | 1—7 раунди                      | 7-ме                   |              |
| 1989/90 | Дивізія A | Думітру Анеску     |                                 | 7-ме                   | 8—34 раунди  |
| 1990/91 | Дивізія A | Йоан Нагі          |                                 | Всі раунди             | 9-те         |
| 1991/92 | Дивізія A | Чаба Гьорффі       |                                 | 9—13 раунди            | 9-те         |
| 1991/92 | Дивізія A | Пауль Енаше        |                                 | 14—34 раунди           | 9-те         |
| 1992/93 | Дивізія A | Пауль Енаше        |                                 | 1—27 раунди            | 12-те        |
| 1992/93 | Дивізія A | Георге Стайку      |                                 | Всі раунди             | 12-те        |
| 1993/94 | Дивізія A | Ніколае Пескару    |                                 | 1—29 раунди            | 13-те        |
| 1993/94 | Дивізія A | Дорел Пурдя        |                                 | 30—34 раунди           | 13-те        |
| 1994/95 | Дивізія A | Йоан Нагі          |                                 | 1—17 раунди            | 14-те        |
| 1994/95 | Дивізія A | Габріель Стан      |                                 | 18—34 раунди           | 14-те        |
| 1995/96 | Дивізія A | Габріель Стан      |                                 | 1—18 раунди            | 10-те        |
| 1995/96 | Дивізія A | Чаба Гьорффі       |                                 | 19—21 раунди           | 10-те        |
| 1995/96 | Дивізія A | Віорел Гізо        |                                 | 22—34 раунди           | 10-те        |
| 1996/97 | Дивізія A | Віорел Гізо        | 1—20 раунди                     | 18-те (В)              |              |
| 1996/97 | Дивізія A | Маріан Михаїл      |                                 | 18-те (В)              | 21—34 раунди |
| 1997/98 | Дивізія B | Костел Орац        |                                 | 1—17 раунди            | 3-тє         |
| 1997/98 | Дивізія B | Маріан Барбу       |                                 | Решту сезону           | 3-тє         |
| 1998/99 | Дивізія B | Корнел Талнар      |                                 | Всі раунди             | 1-ше (П)     |
| 1999/00 | Дивізія A | Йоан Андоне        |                                 | 1—18 раунди            | 14-те        |
| 1999/00 | Дивізія A | Адріан Гарлаб      |                                 | 19—20 раунди           | 14-те        |
| 1999/00 | Дивізія A | Флорин Галагян     |                                 | 21—31 раунди           | 14-те        |
| 1999/00 | Дивізія A | Адріан Гарлаб      |                                 | 32—34 раунди           | 14-те        |
| 2000/01 | Дивізія A | Габріел Стан       |                                 | Всі раунди             | 3-тє (Кв.2)  |
| 2001/02 | Дивізія A | Іліє Думітреску    |                                 | 1—3 тури               | 11-те        |
| 2001/02 | Дивізія A | Адріан Гарлаб      |                                 | 4—8 раунди             | 11-те        |
| 2001/02 | Дивізія A | Габріель Стан      |                                 | 9—23 тури              | 11-те        |
| 2001/02 | Дивізія A | Ференч Байко       |                                 | 24—30 тури             | 11-те        |
| 2002/03 | Дивізія A | Маріус Лекетуш     |                                 | Всі раунди             | 4-те         |
| 2003/04 | Дивізія A | Маріус Лекетуш     |                                 | 1—15 раунди            | 11-те        |
| 2003/04 | Дивізія A | Разван Луческу     |                                 | 16—30 раунди           | 11-те        |
| 2004/05 | Дивізія A | Йоан Лупеску       |                                 | 1—5 раунди             | 15-те (В)    |
| 2004/05 | Дивізія A | Габріел Стан       |                                 | 6—20 раунди            | 15-те (В)    |
| 2004/05 | Дивізія A | Ференц Байко       |                                 | 21—30 раунди           | 15-те (В)    |
| 2005/06 | Дивізія B | Георге Мультеску   |                                 | 16                     | 3-тє         |
| 2005/06 | Дивізія B | Ніколае Маня       |                                 | 7—12 раунди            | 3-тє         |
| 2005/06 | Дивізія B | Георге Мультеску   |                                 | 13—15 раунди           | 3-тє         |
| 2005/06 | Дивізія B | Корнел Тальнар     |                                 | 16—30 раунди           | 3-тє         |
| 2006/07 | Ліга II   | Аурел Сунда        |                                 | 1—10 раунди            | 10-те        |
| 2006/07 | Ліга II   | Габріель Стан      |                                 | 11—17 раунди           | 10-те        |
| 2006/07 | Ліга II   | Міхай Стойка       |                                 | 18—34 раунди           | 10-те        |
| 2007/08 | Ліга II   | Разван Луческу     | 1 липня 2007 – 5 червня 2009    | Всі раунди             | 1-ше (П)     |
| 2008–09 | Ліга I    | Разван Луческу     | 1 липня 2007 – 5 червня 2009    | Всі раунди             | 9-те         |
| 2009/10 | Ліга I    | Ніколо Наполі      | 5 липня 2009 – 27 липня 2009    | Напередодні сезону     | 9-те         |
| 2009/10 | Ліга I    | Віорел Молдован    | 27 липня 2009 – 11 червня 2010  | Усі раунди             | 9-те         |
| 2010/11 | Ліга I    | Дузеппе Матерацці  | 27 червня 2010 – 1 липня 2010   | Напередодні сезону     | 12-те        |
| 2010/11 | Ліга I    | Даніель Ісайла     | 9 липня 2010 – 18 гр. 2010      | 1—18 раунди            | 12-те        |
| 2010/11 | Ліга I    | Антоніу Консейсау  | 18 гр. 2010 – 14 липня 2011     | Решту сезону           | 12-те        |
| 2011/12 | Ліга I    | Даніель Ісайла     |                                 | 1—2 раунди             | 10-те        |
| 2011/12 | Ліга I    | Хосе Мурсія        | 9 сер. 2011 – 30 сер. 2011      | 3—5 раунди             | 10-те        |
| 2011/12 | Ліга I    | Даніель Ісайла     | 30 сер. 2011 – 1 лис. 2011      | 6—14 раунди            | 10-те        |
| 2011/12 | Ліга I    | Маріус Сумудіка    | 2 лис. 2011 – 16 квітня 2012    | 15—27 раунди           | 10-те        |
| 2011/12 | Ліга I    | Йонуц Бадя         | 17 квітня 2012 – 17 вер. 2012   | 28—34 раунди           | 10-те        |
| 2012/13 | Ліга I    | Йонуц Бадя         | 17 квітня 2012 – 17 вер. 2012   | 1—8 раунди             | 7-ме         |
| 2012/13 | Ліга I    | Віорел Гізо        |                                 | Жодного матчу          | 7-ме         |
| 2012/13 | Ліга I    | Адріан Шабо (в.о.) | 18 вер. 2012 – 10 жов. 2012     | 9—11 раунди            | 7-ме         |
| 2012/13 | Ліга I    | Сорін Карту        | 10 жов. 2012 – 12 лис. 2012     | 12—15 раунди           | 7-ме         |
| 2012/13 | Ліга I    | Адріан Шабо        | 12 лис. 2012 – 19 сер. 2013     | 16—34 раунди           | 7-ме         |
| 2013/14 | Ліга I    | Адріан Шабо        | 12 лис. 2012 – 19 сер. 2013     | 1—5 раунди             | 15-те        |
| 2013/14 | Ліга I    | Аурел Тікляну      | 19 сер. 2013 – 22 вер. 2013     | 6—8 раунди             | 15-те        |
| 2013/14 | Ліга I    | Александру Пеліці  | 23 вер. 2013 – 4 лис. 2013      | 9—13 раунди            | 15-те        |
| 2013/14 | Ліга I    | Іліє Стан          | 6 лис 2013 – 15 січ 2014        | 14—19 раунди           | 15-те        |
| 2013/14 | Ліга I    | Корнел Талнар      | 27 січня 2014 – 14 сер. 2014    | 20—34 роки             | 15-те        |
| 2014/15 | Ліга I    | Корнел Талнар      | 27 січня 2014 – 14 сер. 2014    | 1—3 раунди             | 14-те (В)    |
| 2014/15 | Ліга I    | Адріан Шабо        | 14 сер. 2014 – 5 січ. 2015      | 1—17 раунди            | 14-те (В)    |
| 2014/15 | Ліга I    | Вєкослав Локиця    | 5 січня 2015 – 12 квітня 2015   | 17—27 раунди           | 14-те (В)    |
| 2014/15 | Ліга I    | Адріан Шабо        | 12 квітня 2015 –                | 27—34 раунди           | 14-те (В)    |
| 2015/16 | Ліга II   | Космін Бодя        | 15 червня 2015 – 9 вересня 2015 | 1—2 раунди             |              |
| 2015/16 | Ліга II   | Адріан Шабо        | 10 вер. 2015 –                  | 3 раунд—теперішній час |              |

(Q1) = Кваліфікувався для участі в першому раунді Кубку УЄФА 1974/75

(Q2) = Кваліфікувався для участі в кваліфікаційному раунді Кубку УЄФА 2001/02

(В) = Вибування; (П) = Підвищення